# Revolution Club
Der Revolution Club war in der Zeit von Januar 1968 bis 1971 eine Veranstaltungsstätte für Rockkonzerte im Bruton Place, Mayfair, London.

## Hintergrund
Der aus dem Irak stammende Unternehmer David Shamoon war seit den ausgehenden 1950er Jahren in London im Immobiliengeschäft erfolgreich tätig. 1966 gründete er den legendären Club Speakeasy, wo die Pop-Größen der damaligen Zeit nicht nur ein und aus gingen, sondern auch regelmäßig in Konzerten ihre neusten Lieder präsentierten. 
Die Bekanntheit des Speakeasy Club nutzend, etablierte Shamoon zwei weitere Lokalitäten, wo auch für zunächst weniger bekannte Künstler Auftritte möglich waren, nämlich das Blaises und den Revolution Club.
Neben vielen anderen Popschaffender, die niemals einem breiteren Publikum bekannt wurden, traten damals im Revolution Club Yes, Deep Purple, Genesis, Barclay James Harvest, Joe Cocker, Uriah Heep und Supertramp auf. 
In Begleitung seines Bassisten Dee Murray und seines Schlagzeugers Nigel Olsson eröffnete Elton John an seinem 23. Geburtstag am 25. März 1970 im Revolution Club seine 1970 World Tour und damit seine erste Konzertreise überhaupt unter seinem neuen Künstlernamen.

## Örtlichkeit
Der Veranstaltungsort nutzte die Infrastruktur des vorher dort befindlichen Le Prince Club in London, 14–16 Bruton Place, und bot etwa 100 Gästen Platz.